# رادوساف سباسويفيتش
رادوساف سباسويفيتش مواليد 28 فبراير 1992 في نيكشيتش، جمهورية يوغوسلافيا الاشتراكية الاتحادية، هو لاعب كرة سلة مونتينيغري. بدأ مسيرته الاحترافية في سنة 2010. يلعب مع نادي ميغا لكرة السلة. يحمل الرقم 14.

## المسيرة الاحترافية
لعب مع تريسكيرشن ليونز من سنة 2010 إلى 2014، ثم لعب مع نادي أوفييدو لكرة السلة في سنة 2014، ثم لعب مع نادي ميغا لكرة السلة في سنة 2016.

## روابط خارجية
- رادوساف سباسويفيتش على موقع الاتحاد الدولي لكرة السلة (الإنجليزية)
- رادوساف سباسويفيتش على موقع كرة السلة الأوروبية.كوم (الإنجليزية)
- رادوساف سباسويفيتش على موقع ريلجم (الإنجليزية)
- رادوساف سباسويفيتش على موقع بروبوليرز (الإنجليزية)